# Silenziosi operai della Croce
I Silenziosi operai della Croce (sigla S.O.d.C.) sono un'associazione internazionale di fedeli fondata da Luigi Novarese e riconosciuta il 17 maggio 2001 dal Pontificio Consiglio per i Laici.

## Storia

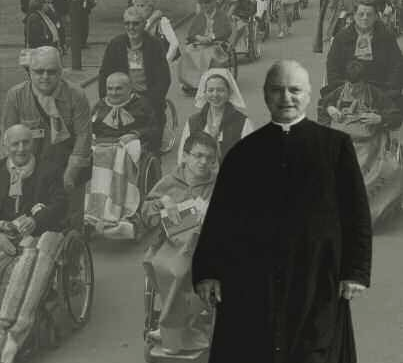
Luigi Novarese, fondatore dei Silenziosi operai della Croce

La pia unione fu fondata da Luigi Novarese. In gioventù aveva sofferto di coxite tubercolare destra, con numerosi ascessi, e fu costretto a rimanere ingessato per otto anni; guarito, entrò nello stato ecclesiastico, fu ordinato prete e iniziò a lavorare come avvocato rotale presso la Segreteria di Stato vaticana.
Nel 1943 fondò la Lega sacerdotale mariana, per aiutare i sacerdoti malati e poveri, e dopo l'incontro con Elvira Myriam Psorulla, malata cronica, organizzò l'apostolato dei Volontari della sofferenza, un'associazione di malati e disabili desiderosi di offrire le loro sofferenze per l'attuazione delle richieste espresse da Maria a Lourdes e a Fatima. Le opere avviate da Novarese furono riunite nell'associazione dei Silenziosi operai della Croce, istituita il 1º novembre 1950. Il 15 settembre 1952 sorsero a Lourdes anche i Fratelli degli ammalati, persone in salute disposte a impegnarsi accanto ai sofferenti.
I Silenziosi operai della Croce nel 1954 stabilirono la loro sede ad Ariano Irpino e il 24 novembre 1960 ottennero l'approvazione ecclesiastica da papa Giovanni XXIII con il breve apostolico Valde probandae. Il 6 novembre 1960 ottennero anche il riconoscimento civile da parte del governo italiano.

## Organizzazione
Essi sono sacerdoti e laici di ambo i sessi che osservano la pratica dei consigli evangelici (povertà, obbedienza e castità) e vivono o in comunità o in famiglia; la loro forma di vita è regolata da uno statuto approvato dalla Congregazione per il Clero il 3 luglio 1964. I sacerdoti che entrano nell'associazione restano incardinati nella propria diocesi di origine, mentre i membri dell'associazione che diventano sacerdoti vengono incardinati nella diocesi di Ariano Irpino.
I Silenziosi operai della Croce organizzano esercizi spirituali e predicazioni di missioni, si dedicano all'attività pubblicistica, gestiscono centri psicopedagogi, laboratori e scuole di addestramento professionale per disabili.
L'associazione è presieduta da un moderatore generale residente in via di Monte del Gallo a Roma.